# Старий Двор (Тарногський район)
Ста́рий Двор (рос. Старый Двор) — присілок у складі Тарногського району Вологодської області, Росія. Входить до складу Тарногського сільського поселення.

## Населення
Населення — 68 осіб (2010; 80 у 2002).
Національний склад (станом на 2002 рік):
- росіяни — 99 %